# Kristina Knudsdatter
Christina Knutsdatter de Danemark, connue en Norvège sous le nom de Kristin Knutsdatter, (c. 1118– après 1141) est une princesse danoise reine de Norvège et épouse du roi Magnus IV l'aveugle.

## Biographie
Christina est la fille de Knud Lavard et d'Ingeborg de Kiev. Elle est encore une enfant quand son mariage est arrangé par sa tante maternelle Malfrid de Kiev, ancienne reine de Norvège et belle-mère de Magnus, qui avait ensuite épousé Eric l'oncle paternel de Christina. L'union est conclue en  1131.
Le roi Magnus soutient dans un premier temps le parti du père de son épouse Knud, assassiné en janvier 1131, et qui est dirigé ensuite par son oncle Eric Emune contre le roi Niels de Danemark. Eric et Malfrid vaincus se réfugient même un moment en Norvège. Mais Magnus envisage de se rapprocher du parti de Niels. Selon Saxo Grammaticus Christina avertit son oncle et Magnus qui « n'avait pas d'affection pour elle », selon la saga, la répudie et la renvoie au Danemark en 1133. l'année suivante, Eric réussit à vaincre Niels et devient roi. Il est devenu un ennemi déclaré de Magnus contre qui il soutient militairement son rival, Harald Gille. Christina vit au Danemark comme en témoigne une correspondance du roi Erik Lam en 1141.

## Légende folklorique
Selon une tradition légendaire Christina est toujours à la cour de Danemark lorsque son frère devient roi sous le nom de Valdemar Ier de Danemark en 1157. « Liden Kirsten  » aurait alors noué une intrigue amoureuse avec le prince Buris Henriksen, fils de l'épouse légitime de Harald IV de Norvège Ingrid Rögnvaldsdotter et de son premier mari le prince danois Henrik Svendssen Skadelår. Valdemar Ier réprouve fortement leur liaison et fait emprisonner à vie et peut-être tuer Buris qu'il considère comme un prétendant potentiel au trône, et condamne sa sœur  Christina à « danser jusqu'à la mort  ».

## Source primaire
- (en) Sagas of the Norse Kings, Everyman's Library: Livre XIII « Magnus the Blind and Harald Gille » p. 321.